# Sthénélos (fils d'Actor)
Pour les articles homonymes, voir Sthénélos.
Dans la mythologie grecque, Sthénélos est un héros qui prend part à la guerre d'Héraclès contre les Amazones. Il n'est évoqué que par les Argonautiques d'Apollonios de Rhodes et les scholies à cette œuvre.
Au cours de la guerre contre les Amazones, Sthénélos est blessé par une flèche, et meurt sur le rivage, en haut d'une falaise, où son tombeau est dressé. Par la suite, lorsque les Argonautes longent le rivage, l'âme de Sthénélos supplie la reine des Enfers, Perséphone, de lui accorder de revoir des hommes de son pays : elle accepte, et Sthénélos apparaît de loin aux Argonautes, debout sur son tombeau, en tenue de combat, pendant quelques instants, puis il disparaît et retourne aux Enfers. Les Argonautes, impressionnés, font brièvement escale et offrent un sacrifice et des libations sur son tombeau, sur le conseil du devin Mopsos. Ils offrent également un sacrifice à Apollon Nèossôos (Sauveur des navires). Orphée consacre sa lyre à cet endroit, qui porte depuis le nom de Lyra.

## Sources
- Apollonios de Rhodes, Argonautiques [détail des éditions] [lire en ligne], II, 911-929.